# Підводні човни проєкту 633
| Підводні човни проєкту 633                                  | Підводні човни проєкту 633 | Підводні човни проєкту 633 |
| ----------------------------------------------------------- | --- | --- |
|                                                             | | |
|                                                             | | |
| Підводний човен «Слава» проєкту 633 ВМС Болгарії (2009 рік) | | |
| Під прапором                                                | СРСР — 20 човнів КНР — 105 Північна Корея — 22 Алжир — 2, експорт з СРСР Болгарія — 4, експорт з СРСР Сирія — 3, експорт з СРСР Єгипет — 8, експорт з Китаю | СРСР — 20 човнів КНР — 105 Північна Корея — 22 Алжир — 2, експорт з СРСР Болгарія — 4, експорт з СРСР Сирія — 3, експорт з СРСР Єгипет — 8, експорт з Китаю |
| Спуск на воду                                               | 1957–2000 (147 човнів) | 1957–2000 (147 човнів) |
| Проєкт                                                      | | |
| Тип ПЧ                                                      | Середній торпедний ДПЧ | Середній торпедний ДПЧ |
| Розробник проєкту                                           | ЦКБ-112 «Лазуріт» | ЦКБ-112 «Лазуріт» |
| Головний конструктор                                        | З. О. Дерибін | З. О. Дерибін |
| Класифікація НАТО                                           | Romeo | Romeo |
| Основні характеристики                                      | | |
| Швидкість (надводна)                                        | 15,3 вузлів | 15,3 вузлів |
| Швидкість (підводна)                                        | 13,2 вузлів | 13,2 вузлів |
| Робоча глибина занурення                                    | 270 м | 270 м |
| Гранична глибина занурення                                  | 300 м | 300 м |
| Автономність плавання                                       | 60 діб | 60 діб |
| Екіпаж                                                      | 52 особи (в тому числі 9 офіцерів) | 52 особи (в тому числі 9 офіцерів) |
| Розміри                                                     | | |
| Довжина найбільша (по КВЛ)                                  | 76,7 м | 76,7 м |
| Ширина корпусу найб.                                        | 6,7 м | 6,7 м |
| Середня осадка (по КВЛ)                                     | 5 м | 5 м |
| Водотоннажність надводна                                    | 1328 т (1478 т з посиленим запасом палива) | 1328 т (1478 т з посиленим запасом палива) |
| Озброєння                                                   | | |
| Торпедно- мінне озброєння                                   | 6 носових і 2 кормових ТА калібру 533 мм (14 торпед або 28 мін)                                                                                             | 6 носових і 2 кормових ТА калібру 533 мм (14 торпед або 28 мін)                                                                                             |
| Зображення на Вікісховищі                                   | | |

Підводні човни проєкту 633 (англ. Romeo class за класифікацією НАТО) — проєкт радянських середніх дизель-електричних підводних човнів. Продовження проєкту 613. Побудовані й передані флоту 20 човнів цього проєкту. Будувалися у 1957–1961 роках на суднобудівному заводі «Червоне Сормово» в Горькому. Документація проєкту була також використана при будівництві китайського аналога — підводних човнів типів 031, 033, 035 (84 човни, назва типів 031 і 033 й 21 човен типу 035) і північнокорейських (22 човни), де після 1963 року було побудовано загалом ще 127 аналогічних човнів. Пізніше СРСР передав чотири човни в Болгарію, три — Сирії, два — Алжиру. Китай передав вісім човнів Єгипту.

## Конструкція
Довжина легкого корпусу човна становила 77,8 метрів, у якому знаходився 60-метровий міцний корпус. У найширшому місці діаметром мав 5,3 метри. За деякими даними, міцність корпусу була розрахована так аби витримати вибух атомної бомби у підводному положенні на відстані 1600 метрів і більше від епіцентру.
Міцний корпус був розділений на сім відсіків:
1. Торпедний носовий. В ньому розташовані: торпедні апарати, запасні торпеди або міни на стелажах, торпедозавантажувальний люк, 13 ліжок для команди, приводи носових горизонтальних рулів і шпиля, пост аварійного продування систем головного баласту.
2. Акумуляторний. Розташовані: одна група акумуляторної батареї і ємкості для дистильованої води, каюта командира, дві двомісні каюти і кают-компанія офіцерського складу, радіорубка, умивальник, батарейний автомат, п'ять балонів повітря високого тиску, цистерна прісної води.
3. Центральний пост: рубки радіолокації, гідроакустики і штурманська з апаратурою, пости керування рулями, занурення і вентиляції, управління диферентною системою, станції повітря високого і середнього тиску. В трюмі центрального поста розташовані пост управління трюмної системою і головними осушувальними насосами, насосна установка системи гідравліки, апаратура лагу, провізійна комора з рефрижераторною установкою, шифрпост, гальюн, цистерни прісної і брудної води. Крім того, в центральному посту розташовані підйомно-щоглові висувні пристрої пеленгатора, радіозв'язку, перископи атаки (командирський) і зенітний, підйомно-поворотний пристрій антени РЛС.
4. Акумуляторний кормовий. Розміщені друга група акумуляторної батареї і ємкості для дистильованої води, кают-компанія і кубрик для рядового і старшинського складу на 20 спальних місць, камбуз, душова, три балони повітря високого тиску, батарейний автомат і пульт дистанційного керування дизелями, а також цистерна чистого мастила.
5. Дизельний: два дизельні двигуни 37Д з допоміжними механізмами і трубопроводами, валопроводи і другий пост управління дизелями. Крім того, у відсіку розташовані: електрокомпресор, електровентилятори загальносуднової і батарейної вентиляції, система кондиціонування повітря, цистерни циркуляційного і чистого мастила, цистерна стічного палива та цистерна брудної води.
6. Електромоторний: два головних гребних електродвигуни ПГ-101 з щитами управління, два електродвигуни економічного ходу ПГ-103 і щит управління ними, валопроводи з муфтами, дві тримісні каюти для старшинського і рядового складу, стічний балон гальюна, цистерна чистого мастила і цистерна брудної води.
7. Кормової торпедний. Розташовані: торпедні апарати з трубопроводами, пристрій для зберігання торпед, вхідний люк, чотири підвісних ліжка, трюмний насос і гальюн з умивальником, диферентна цистерна, а також цистерни кільцевого зазору і прісної води.

Над корпусом знаходилася рубка з невеличкою характерною надбудовою, в якій були розміщені верхні частини обох перископів і антенних пристроїв.

## Озброєння
Човни 633-го проєкту були оснащені звичайним озброєнням, яке складалося з шести носових і двох кормових торпедних апаратів калібру 533 мм, ще сильно орієнтованих на стандарти Другої світової війни.
- торпеди ET-46 і ET-56, розроблені в 1950-х роках у Радянському Союзі, були копіями німецьких торпед G.7[3].
- Торпеда 53-39MP була вдосконаленою версією некерованої торпеди 53-39 — стандартного озброєння радянських підводних човнів часів Другої світової війни[3].
- Торпеда 53-57 була некерованою торпедою для ураження надводних кораблів. Вона мала швидкість ходу до 51 вузла і крім звичайної боєголовки могла оснащуватися ядерною.

## Енергетична установка
Головну енергетичну установку складали два суднових дизельних двигунів надводного ходу типу 37Д потужністю 2000 к.с. (1471 кВт) кожний: вони працювали за рахунок спалювання соляру і кисню з навколишнього повітря. Ця система працювала в надводному положенні або в режимі роботи дизеля під водою, коли підводний човен знаходиться на невеликій глибині і повітря подається через виставлений шноркель. Максимальна швидкість надводного ходу при цьому становила 15,3 вузлів. У підводному положенні при роботі на двох електродвигунах головного ходу ПГ-101 потужністю 1350 к.с кожний максимальна швидкість ходу становила до 13 вузлів. На швидкості економходу у 9 вузлів ПЧ 633-го проєкту могли пройти 14600 км при повному запасі палива.

## Радіоелектронне і гідроакустичне обладнання

Вид човна з правого борту. Елементи світло-сірого кольору в носі — зовнішні панелі антен гідроакустичної станції

Основною системою виявлення і супроводу цілей на човнах проєкту 633 була гідроакустична станція «Арктика-М». Її доповнював шумопеленгатор МГ-15 «Свєт-М»: таким чином можна було використовувати активний чи пасивний режим пошуку і супроводження цілей. Передавач і приймач системи були встановлені на верхній і нижній частині носа човна. Дальність виявлення цілей становила: по крейсеру зі швидкістю ходу 20 вузлів, при маневруванні ПЧ на глибині 50 м зі швидкістю 12,5 вузлів — шумопеленгування в режимі автоматичного супроводу — 125 кабельтових (23,15 км), ехопеленгування — 41 каб. (7,6 км).
В надводному положенні використовувалися РЛС «Флаг» з дальністю виявлення цілей до 20 каб. (22,2 км), пошукова станція радіотехнічної розвідки з дальністю виявлення цілей 150—220 кабельтових (до 40 км) по надводним цілям і 252—300 каб. (до 55 км) по літакам.

## Модифікації

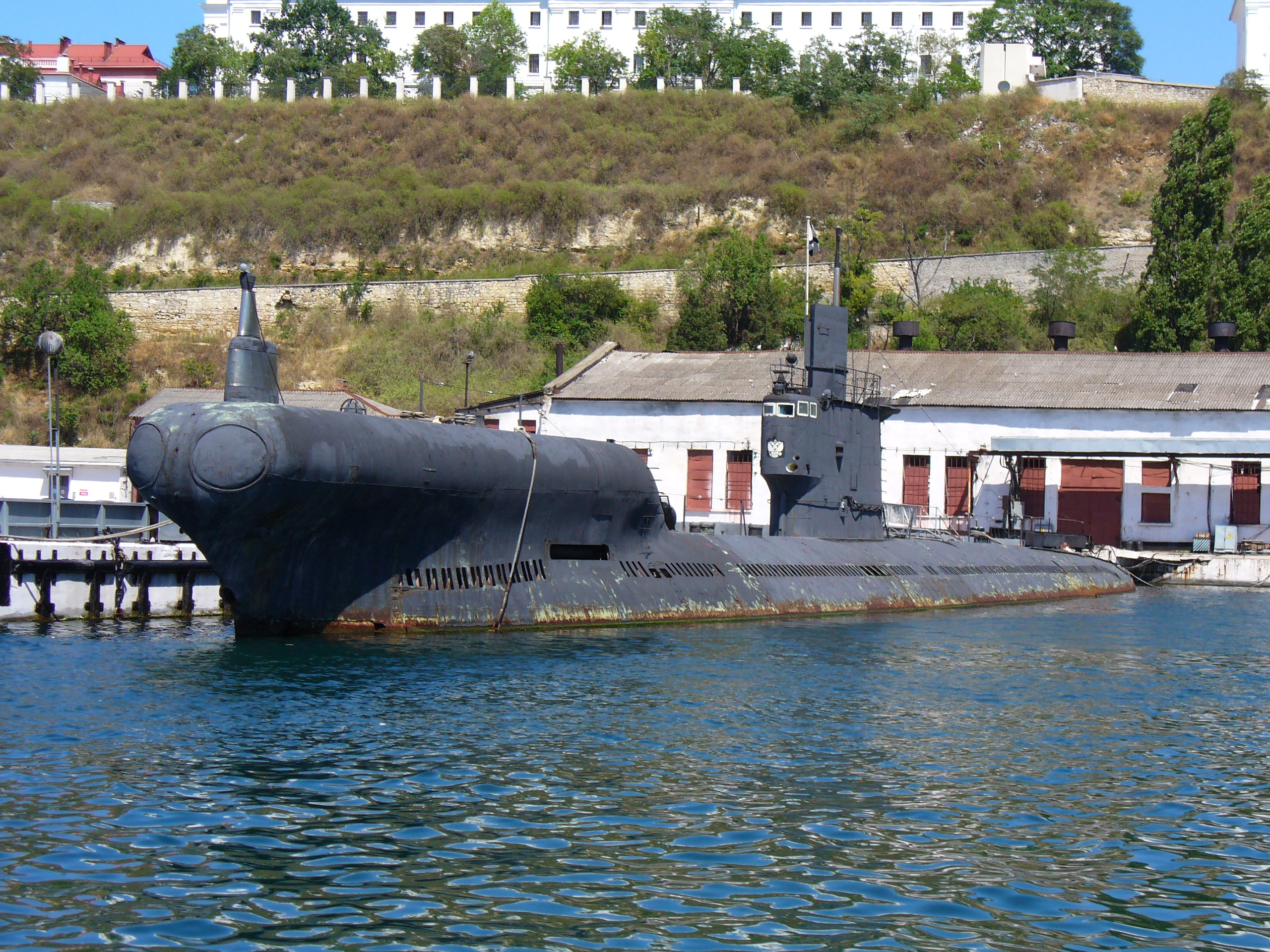
С-49 проєкту 633РВ в Південній бухті Севастополя. В носі добре видно два великокаліберні ТА

### Проєкт 633РВ
В СРСР у 1970-х роках два ПЧ 633-го проєкту С-49 і С-11 були переобладнані за проєктом 633РВ для відпрацювання системи стрільби з торпедного апарата калібру 650 мм новими зразками торпед і протичовнових ракет «Водопад» і «Вєтєр». В носовій частині човни отримали характерну надбудову з двома 650-мм торпедними апаратами. Єдиний, що залишився, підводний човен проєкту С-49 входить до складу Чорноморського флоту Росії і використовується як плавуча зарядова станція.

### Проєкт 633Л
633Л це проєкт дослідного підводного човна для дослідження обтічності корпусу і випробування нових гідроакустичних станцій. В 1963 році за ним був модернізований ПЧ С-37.

### Тип 031 (Китай)
У 1950 році був укладений радянсько-китайський договір про дружбу, союз і взаємну допомогу, який мав розділ, що передбачав будівництво в Китаї підводних човнів. Документація, необхідна для будівництва підводних човнів проєкту 633 була передана Китаю у 1963 році, а пізніше вона надійшла і в Північну Корею. Точна копія радянського проєкту відома в Китаї як тип 031.

### Тип 033

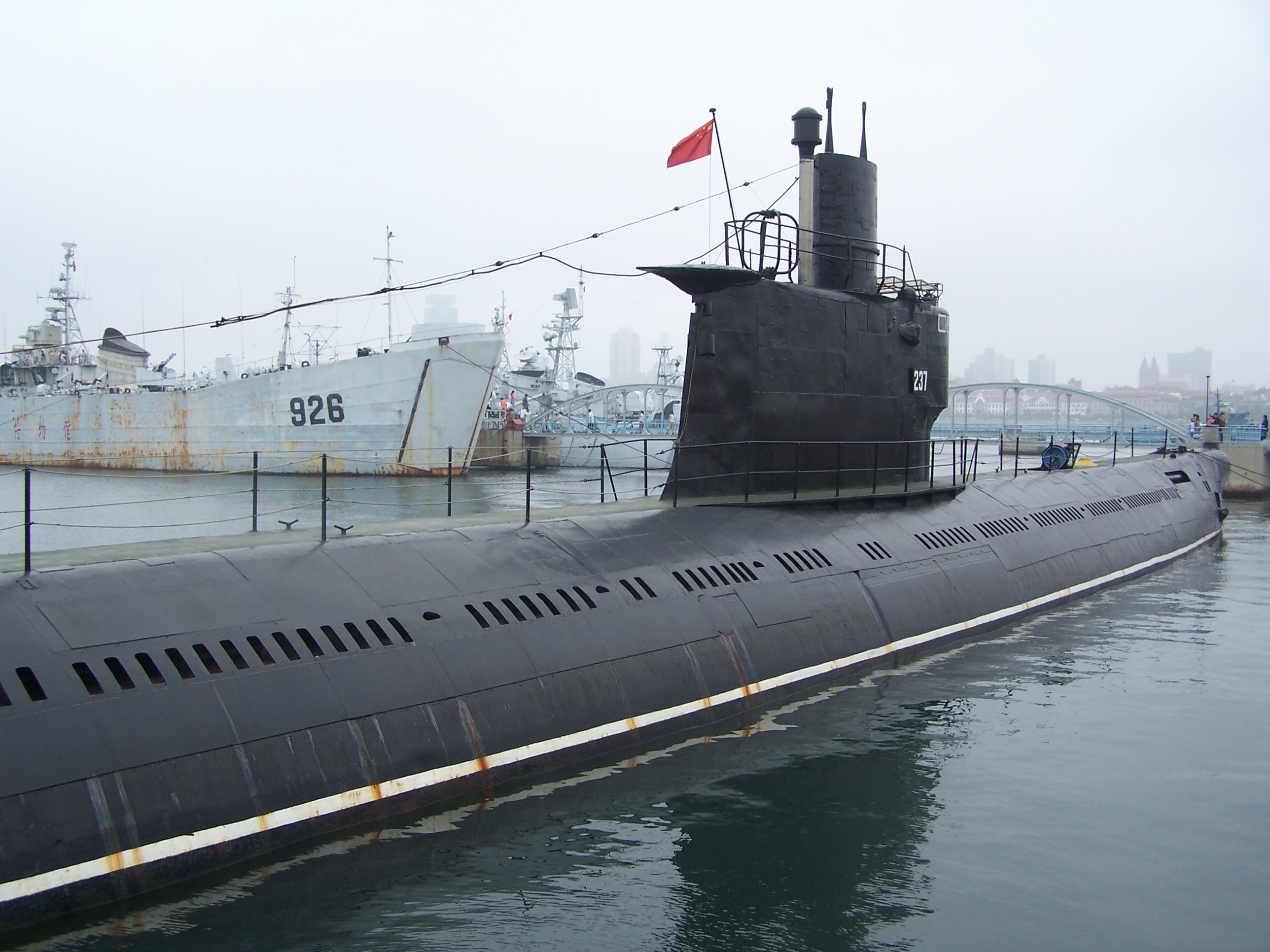
Китайський ПЧ типу 033, музей в Ціндао

Перший власне китайський варіант човна відомий як тип 033. Всього в Китаї з 1962 по 1984 рік було побудовано 84 підводних човни типів 031 і 033, вісім з них експортовані в Єгипет. В китайський тип 033 включено деякі поліпшення в порівнянні з оригінальним проєктом 633 (031), в тому числі знижено рівень шумності до менше ніж 20 дБ. Гідроакустична система на борту була також оновлена: радянська ГАС була замінена на китайський гідролокатор H/SQ2-262A. Один човен типу 033 був переобладнаний під крилаті ракети YJ-1 (CSS-N-4), цей варіант отримав назву тип 033G «Ухань».

### Тип 035
У 1970-ті роки, в проєктному інституті № 701 в Китаї на базі човна типу 033 «Ухань» спроєктували поліпшений підводний човен названий типом 035 «Мін». В проєкті 035 «Мін» був поліпшений дизель-електричний двигун, поліпшена конструкція корпусу для зменшення гідродинамічного опору й відповідно для кращої підводної швидкості. Був встановлений і більш досконалий гідролокатор H/SQZ-262 побудований на заводі № 613. Всього в період між 1971 і 2000 роками було побудовано 21 човен типу 035.

## Сучасний статус
Останній бойовий підводний човен проєкту 633 радянської побудови — «Слава» ВМС Болгарії списаний та перетворений на корабель-музей у 2011 році.
Декілька підводних човнів цього проєкту використовуються в ВМФ Росії як зарядові станції і стаціонарні навчально-тренувальні судна.
Сімнадцять човнів типу 035 «Мін» залишаються на озброєнні ЗС Китаю. Є повідомлення що один човен типу 035 був використаний як випробувальний для нової аеробної енергетичної установки[джерело?].